# Lote Tuqiri

a Compétitions nationales et continentales officielles uniquement.

b Matchs officiels uniquement.
Lote Tuqiri, né le 23 septembre 1979 à Namatakula (Fidji), est un joueur de rugby à XV et de rugby à XIII australien. Il occupe le poste de trois-quarts aile, mesure 1,91 m et pèse 103 kg.

## Carrière
Il commence sa carrière de rugbyman professionnel en 1999, avec les Brisbane Broncos. Entre 1999 et 2001, il jouera 99 matches et marquera 262 points avec les Broncos. Il est sélectionné pour jouer le State of Origin avec les Queensland Maroons en 2001 et 2002. Lors de la Coupe du monde 2000, il est le capitaine des Fidji, mais en 2001, il sera sélectionné avec les Kangaroos.
En 2002, il change de code et passe à XV.
Tuqiri dispute son premier test match en 2003 contre l'équipe d'Irlande.
Dès sa première saison au rugby à XV il dispute tous les test-matchs de l'équipe d'Australie. En particulier, il joue la Coupe du monde 2003 en Australie (sept matches disputés, dont la finale). Tuqiri marque cinq essais pendant cette Coupe du monde, il est quatrième meilleur marqueur d'essais de la compétition, à égalité avec six autres joueurs. Il inscrit le seul essai australien durant la finale face à l'Angleterre, recevant un coup de pied millimétré de Stephen Larkham dans la zone d'en but. Toutefois, les Wallabies s'inclineront sur le score de 17-20 après un drop clinique de Jonny Wilkinson à 26 secondes de la fin du match. Il a moins de réussite pendant la Coupe du monde 2007 au cours de laquelle il ne marque qu'un essai.
Il joue dans le Super 12/14 de 2003 à 2009 avec les Waratahs. Il quitte l'Australie pour s'engager avec les Leicester Tigers en 2009.
En 2010, Tuqiri retourne au rugby à XIII et rejoint les Wests Tigers pour trois ans. Fin 2010, il est de nouveau appelé en équipe d'Australie de rugby à XIII dans l'optique du Tournoi des Quatre Nations.
Son poste de prédilection est trois-quarts aile, mais il peut jouer aussi trois-quarts centre.

## Palmarès

### Rugby à XIII
- Champion d'Australie en 2000 avec Brisbane et 2014 avec South Sydney;
- Six sélections avec les Queensland Maroons;
- Trois sélections avec les Fidji;
- Quatre sélections avec l'Australie.

### Rugby à XV
- Nombre de Capes en Super 12/14 : 61
- 110 points, 22 essais
- Nombre de Capes d’État : 33

(Au 1er septembre 2008)
- Nombre de tests avec l'Australie : 64
- Tests par saison : cinq en 2003 14 !, quatorze en 2004 12 !, treize en 2005 12 !, treize en 2006 12 !, huit en 2007, onze 2008
- 140 points
- 28 essais
- Meilleur marqueur d'essais du Tri-nations 2006 (avec Jaque Fourie et Fourie du Preez)
- Finaliste de la Coupe du monde 2003